# Richard C. Banks
Richard Charles Banks (Steubenville, 19 aprile 1931 – Alexandria, 24 ottobre 2021) è stato un ornitologo e zoologo statunitense.

## Biografia
Nel 1953 consegue un bachelor of science all'Ohio State University. Nel 1958 si specializza in conservazione ambientale con un Master of Arts all'Università di California di Berkeley, nella stessa università tre anni dopo consegue un dottorato di ricerca.
Esperto in sistematica e nomenclatura ornitologica, è stato presidente dell'American Ornithologists' Union dal 1994 al 1996. Dal 1991 al 1993 è statopresidente della Wilson Ornithological Society. Nel 2001 è diventato presidente dell'American Association of Zoological Nomenclature.
È stato membro onorario della Cooper Ornithological Society.

## Opere
- The name of Lawrence's Flycatcher, pp. 21-24 in The era of Allan R. Phillips: A Festschrift, ed. R. W. Dickerman (1997)
- Questions about Thayer's Gull, Ontario Birds 17:124-130 (1999) (con M. R. Browning)
- A taxonomic study of Crested Caracaras (Falconidae) Wilson Bull. 111: 330-339 (1999) (con Carla J. Dove)
- The Cuban Martin in Florida, Florida Field Naturalist 28: 50-52 (2000).